# Peperomia violacea
Peperomia violacea är en pepparväxtart som beskrevs av C. Dc.. Peperomia violacea ingår i släktet peperomior, och familjen pepparväxter. Inga underarter finns listade i Catalogue of Life.